# Арап Лариса Іванівна
Лари́са Іва́нівна Ара́п (нар. 1958) — активістка мурманського відділення Об'єднаного Громадянського Фронту (ОГФ), яку деякі правозахисники вважають жертвою репресивної психіатрії Росії. Історія примусової госпіталізації жінки набула розголосу в українській і світовій пресі, як приклад застосування психіатрії для боротьби з політичною опозицією.

## Історія госпіталізації
За свідченням опозиційних політиків та журналістів причиною примусової госпіталізації стала поява статті «Дурдом», в співавторстві якої звинуватили п. Арап. Насправді «Новая газета» та газета Руху Незгодних опублікувала статтю «Дурдом», автором, якої була Ілона Новікова. В цій статті Лариса Арап розповідала про зловживання та використовування репресивної психіатрії в Російських клініках.
Під час проходження медичного обстеження для отримання права водіїв, на прийомі у психіатра її відверто запитали, чи вона брала участь у написанні статті «Дурдом». Після отримання ствердної відповіді лікар викликала міліцію і Ларису примусово госпіталізували в одній з психіатричних клінік Мурманська. Лікар, натомість стверджувала, що причиною госпіталізації слугувала неординарна поведінка Арап під час обстеження. В лікарні їй зробили ін'єкцію седативів і прив'язали до ліжка. Коли ж чоловік та дочка жінки прийшли до лікарні дізнатися про причину госпіталізації, їм не було надано жодних пояснень. Коли ж їм вдалося поговорити з черговим лікарем, причиною госпіталізації була названа стаття «Дурдом», і їх повідомили, що Арапова буде утримуватися протягом довгого часу, і такі самі заходи можуть бути застосовані і щодо її родичів. Також стало відомо, що в лікарні Арап двічі оголошувала голодування на знак протесту проти примусової госпіталізації.
Тільки 18 липня 2007 р. суд Ленінського району м. Мурманська ухвалив рішення про її госпіталізацію. До 9 серпня 2007 р. чоловікові, дочці та адвокатам жінки забороняли ознайомитися зі справою. Крім того, активістам ОГФ та іншим правозахисникам відмовили у побаченні з Арап пояснивши, що вона ніби не бажає нікого бачити. Також стало відомо, що Лариса Арап вже перебувала на примусовому лікуванні в психіатричній лікарні, і що її госпіталізація відбулася на прохання її чоловіка, котрий заперечує цей факт. Сама Лариса стверджує, що раніше добровільно зверталася до психіатрів для отримання заспокоювальних медикаментів.
10 серпня 2007 р. пацієнтку відвідала комісія лікарів з Незалежної Психіатричної Асоціації Росії і за висновком президента асоціації, який проводив обстеження, Лариса Арап дійсно психічно хвора, але не настільки, щоб її треба було госпіталізовувати. Попри ці висновки незалежних лікарів суд продовжив термін примусової госпіталізації.
20 серпня 2007 р. Лариса Арап була виписана з лікарні.
Деякі правозахисники пов'язують її визволення з протестами деяких організацій, а також з великим розголосом навколо справи в російській та іноземній пресі. Правозахисники не виключають можливість судового позову проти лікарів, які примусово госпіталізували жінку.

## Реакція на подію
Відгуки на примусову госпіталізацію Арап, особливо з огляду на її політичну діяльність були дуже критичними по відношенню до місцевої влади. Зокрема, критики вказували на явне та грубе порушення російського законодавства, коли жінка утримувалася в лікарні протягом декількох днів без санкції суду, хоча законодавство зобов'язує, що судове рішення має бути прийняте протягом п'ятьох днів. Також підозру викликають погрози стосовно сім'ї Арап та розходження версій між тим, що твердять працівники лікарні, її чоловік, правозахисники та сама пацієнтка. Також підозру викликали відмови у зустрічі з Арап інших людей та її адвокатів.
Історія навколо Лариси Арап була висвітлена також у світовій пресі, де примусова госпіталізація теж піддавалася критиці. Наприклад, міжнародна правозахисна організація Г'юман райтс вотч розповсюдила заяву, що примусова госпіталізація Арап нагадує методи минулого, натякаючи на практику переслідування інакомислячих у СРСР. Сім'я Арап подала скаргу до суду з вимогою звільнення жінки і протестом з приводу порушення законодавства під час госпіталізації.